# Al-Shajara (Tibériade)
Pour les articles homonymes, voir Shajara.
Al-Shajara (الشجرة) était un village Palestine détruit et expulsé par Israël pendant la première guerre israélo-arabe ; ses habitants ont été forcés de l’abandonner et sont devenus dess réfugiés. Le village se trouve à 14 km à l’ouest de Tibériade sur la route principale vers Nazareth, près des villages de Lubya et de Hattin. Le village est à seulement 5 km de Nazareth.
Al-Shajara était le quatrième village par taille dans le district de Tibériade. Son économie était basée sur l’agriculture. En 1944/45, 2102 dounams (210 hectares) était semés de céréales et 544 dounams (54,4 hectares) étaient irrigués ou plantés de figuiers ou d’oliviers.
Le dessinateur Naji al-Ali est né à Al-Shajara.

## Géographie

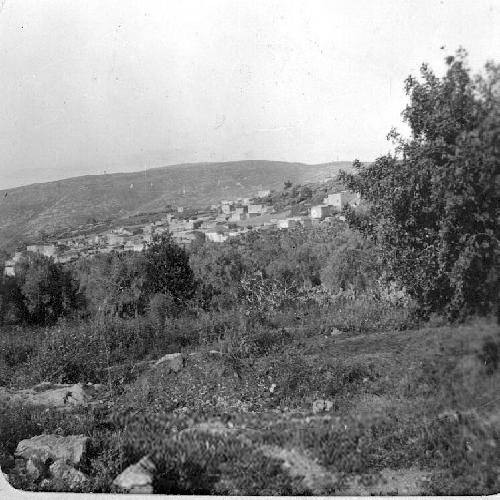
Le village en 1910.

En arabe, ash-Shajara signifie "l’arbre".
Le village est à 14 km à l’ouest de Tibériade et se trouve à une altitude moyenne de 250 mètres au-dessus du niveau de la mer,.
Situé sur le versant est d’une colline, le village est bordé à l’est par un oued ; il est situé sur la route principale entre Tibériade et Nazareth.

## Histoire
Des céramiques byzantines ont été trouvées près du village. Les Croisés appelaient al-Shajara "Seiera".
Parmi les vestiges retrouvés à al-Shajara, se trouvent des tombes creusées dans le roc, les fondations d’une église, des inscriptions sur pierre.

### Empire ottoman
En 1596, al-Shajara faisait partie de l’Empire ottoman, de la nahiya (sous-district) de Tibériade et de la liwa (district) de Safed ; sa population était de 60 familles musulmanes. Elles payaient une taxe de 25% sur les produits agricoles, dont le blé, l’orge, les olives, les fruits, et le coton, ainsi que sur les chèvres, les ruches, les vergers, et le pressoir à huile et à vin, pour un total de 16 250 akçe. Les 5/24(es) des taxes allaient à un Waqf, le reste étant attribués sous le régime du ziamet (en) à des individus pour leurs services militaires.
Une partie de la cavalerie française stationne au village pendant la campagne d'Égypte. Une carte de Pierre Jacotin montre l’emplacement du village, indiqué Chagara.
Voyageant en Palestine sous le pseudonyme de cheikh Ibrahim Ibn 'Abd Allah, le savant suisse Johann Ludwig Burckhardt passa dans la région vers 1812 et décrit la plaine autour du village comme couverte d’artichauts sauvages, ; William McClure Thomson signale que al-Shajara (Sejera) est entourée par des haies de cactus énormes. Il signale les bois de chênes.
Victor Guérin visite en 1875, et « découvre les ruines d’un édifice rectangulaire bâti en pierre taillé, orienté d’ouest en est. D’une hauteur de 10 mètres, et d’une largeur de 6 mètres. Six colonnes monolithiques ornent l’intérieur, qu’elles divisent en deux nefs. Les chapiteaux reposent à terre, apparemment de style byzantin. Cette église sert de mosquée, les traces d’un mihrab étant visibles au sud. Sur une plaque fine, reposant au sol, sont inscrites les lettres grecques ΔΟΚΙ, chacune haute de 12 cm, et sur une seconde la lettre Δ placée au-dessus d’un I. ».
Gottlieb Schumacher a trouvé de vieilles tombes et d’autres antiquités quand il explore la zone vers 1880. À la fin du XIXe siècle, le village est décrit comme fait de maisons construites en pierre, abritant 150 habitants. Il est entouré de terres cultivables, plantées de figuiers et d’oliviers ; une source se trouvait au sud.
En 1907, les habitants de la colonie juive voisine de Sejera se sont installées sur des terres du village qu’ils venaient d’acheter à la famille Sursock (voir achat Sursock). Cette vente et cette installation ont déclenché des attaques de la part des habitants d’al-Shajara.

### Mandat britannique
Au recensement de 1922, la population de Sjajara était de 543 personnes, dont 391 musulmans, 100 juifs et 52 chrétiens, les chrétiens étant tous orthodoxes. Au recensement de 1931, Esh Shajara avait 584 habitants, dont 559 musulmans et 28 chrétiens ; et en 1945, les statistiques de village indiquent 770 habitants,,, dont 720 musulmans et 50 chrétiens. Au même recensement, le village avait 2102 dounams  de terres cultivées en céréales, et 544 dounams irrigués ou plantés en vergers,, et 100 dounams construits. Sur les 3754 dounams du village, 61 appartenaient aux Juifs, 2757 aux Arabes et 936 étaient des terres publiques.
Une école de garçons est fondée pendant la période du mandat britannique.

### Guerre de 1948
La population estimée en 1948 est de 893 habitants.
Al-Shajara est touchée pour la première pendant la guerre de 1948 à la mi-février, quand une bataille oppose les Arabes et la Haganah dans la vallée de Baysan. Une attaque de diversion est lancée contre le village ; le 17 février, la Haganah s’infiltre de nuit dans le village et démolit deux maisons à l’explosif,. L’armée de libération arabe (ALA), installée pour défendre al-Shajara, affronte et défait les forces du Yishouv début mars. Le 6 mai, la brigade Golani reçoit l’ordre de nettoyer la Galilée orientale, et passe à l’action immédiatement. Le 12e bataillon de la brigade Golani s’empare d’al-Shajara. Toute la population du village prend la fuite, laissant 20 morts derrière elle,,. Pendant cet assaut, une autre unité de la Haganah encerclait Lubya pour empêcher des renforts de parvenir à al-Shajara. Néanmoins, une contre-attaque est lancée de Kafr Cana et de Tur'an, sans succès. L’ALA lance plusieurs autres assauts pour tenter de reprendre le village, là aussi sans succès ; le 13 juillet, le poète Abed al-Rahim Mahmoud est tué durant un de ces assauts,.
L’historien palestinien Walid Khalidi décrit l’emplacement du village en 1992 : « Les ruines des maisons et les barres d’acier brisées émergent de la végétation. Une moitié de l’arche d’un portail tient encore debout. La partie occidentale du site et la colline voisine sont couvertes de cactus. Les étables du bétail de la colonie d’Ilaniyya se trouve au sud et à l’est du site. Du côté nord, se trouve un puits large et profond, avec un escalier en spirale (utilisé pour curer et entretenir le puits). Des figuiers, des palmiers doum et des margousiers poussent dans la zone ». En 1998, le nombre total de réfugiés descendant des habitants de al-Shajara est estimé à 5485.

## Personnalités
- Naji al-Ali, dessinateur, assassiné à Londres en 1987